# Abu Musab al-Zarqawi
Abū Muṣʿab al-Zarqāwī, pseudonimo di Aḥmad Fāḍil al-Nazāl al-Khalāʾil (in arabo أﺑﻮ ﻣﺼﻌﺐ ﺍﻟﺰﺭﻗﺎﻭي‎?, Abū Muṣʿab al-Zarqāwī; Zarqa, 30 ottobre 1966 – Hibhib, 7 giugno 2006) è stato un terrorista giordano.

## Biografia
Era originario di Zarqāʾ, una povera città industriale a nordest di Amman, sede del più antico campo profughi palestinese creato dalla Croce Rossa nel 1948, che oggi ospita ancora 18.000 persone. Al-Zarqāwī è uno pseudonimo, il suo nome vero era probabilmente Aḥmad Fāḍil al-Nazāl al-Khalāʾil (in arabo أحمد فاضل النزال الخلايل‎?).
Fu affiliato ad al-Qaida di Osama bin Laden, e capo del gruppo Ansār al-Islām basato in Iraq. Il Segretario di Stato statunitense Colin Powell ha descritto al-Zarqāwī come un "attivista di al-Qāʿida". I maggiori ufficiali statunitensi lo hanno descritto come uno "jihadista indipendente". Altri descrivono le azioni di al-Zarqāwī come concorrenti a quelle organizzate da al-Qāʿida, anche se con scopi simili. In ogni caso al-Zarqāwī ha probabilmente partecipato ad azioni violente contro i militari statunitensi in Iraq (calcolate in 800) e contro un diplomatico USA in Giordania.
Come risultato, il governo degli Stati Uniti ha offerto una ricompensa di 25 milioni di dollari a chiunque avesse fornito informazioni utili alla sua cattura. Un'ipotesi accreditata ritiene che al-Zarqāwī abbia avuto, fino alla sua uccisione, più potere di Bin Laden a causa della sua maggiore visibilità come leader dell'insurrezione contro i militari USA e il governo provvisorio dell'Iraq, considerando inoltre la possibilità infondata che Bin Laden non fosse più in vita o che fosse impossibilitato a comunicare con i suoi seguaci. Il 21 ottobre 2004 al-Zarqāwī ha annunciato ufficialmente la sua lealtà ad al-Qāʿida. Il 28 dicembre 2004, in un messaggio trasmesso da un'emittente radio del Qatar, Osama bin Laden avrebbe nominato al-Zarqāwī "comandante (emiro) di al-Qāʿida in Iraq".
Abū Musʿab al-Zarqāwī è considerato da molti come leader della al-Jamāʿat al-Tawḥīd wa l-Jihād (Gruppo del monoteismo e la Jihād), una rete insurrezionale operante in Iraq che poi diventerà lo Stato Islamico dell'Iraq e del Levante (ISIS o ISIL). Secondo alcuni rapporti egli fu arrestato dal governo iraniano e, insieme a molti altri sospetti alti membri di al-Qāʿida, fu offerto al governo statunitense nel quadro di un accordo che non fu però mai portato a conclusione.
Secondo altre voci rivelatesi infondate, al-Zarqāwī fu considerato morto dopo il 2001, in quanto non comparve a lungo in alcun documento filmato.

### Decapitazione di Nicholas Berg
Nel maggio 2004 è stata diffusa una videocassetta in cui un gruppo di cinque uomini decapitavano l'ostaggio civile statunitense Nicholas Berg. L'uomo, che al termine della lettura di una dichiarazione eseguiva materialmente la decapitazione usando un coltello, è ritenuto lo stesso al-Zarqāwi. Nella sua dichiarazione egli dichiarava che l'uccisione dell'ostaggio avveniva per ritorsione contro gli abusi perpetrati contro i detenuti iracheni nel carcere di Abu Ghraib.

### La caccia ad al-Zarqawi

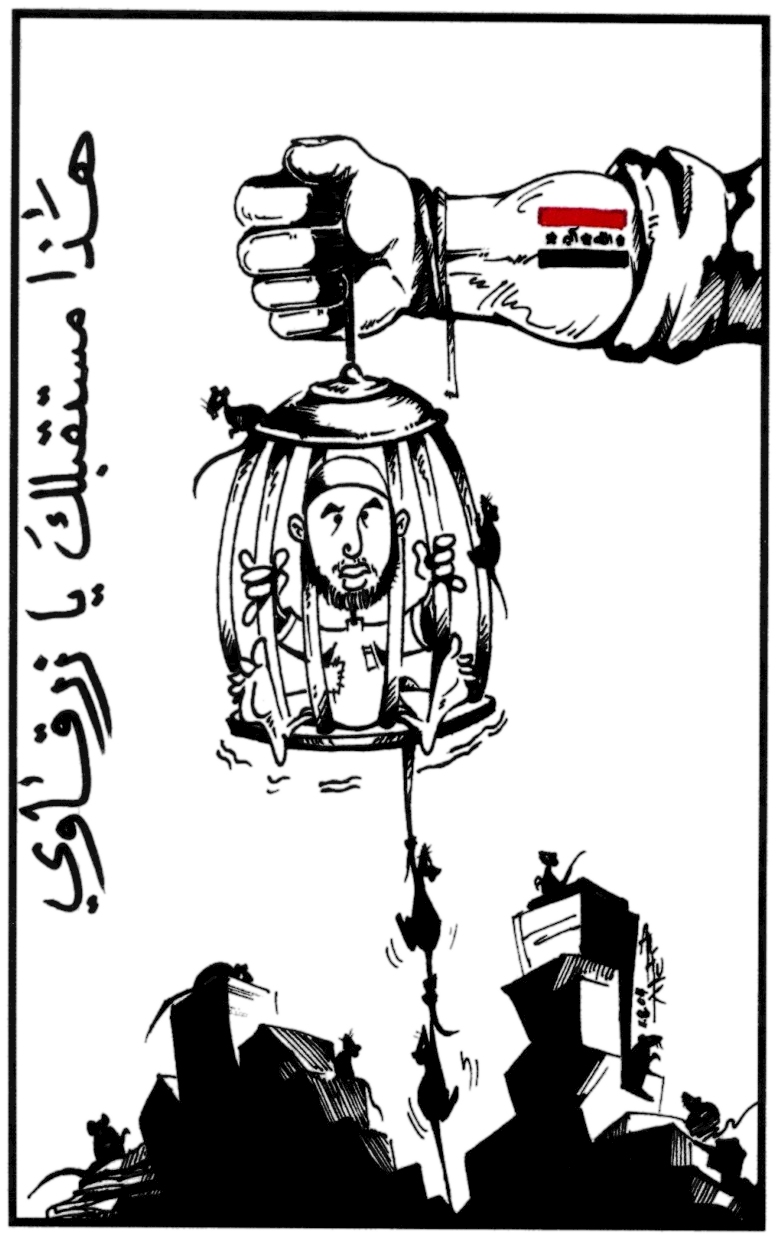
Volantino diffuso in Iraq dall'esercito statunitense: la caricatura rappresenta al-Zarqawi rinchiuso in una trappola per topi, sorretta da una mano irachena. La scritta recita "Questo è il tuo futuro al-Zarqawi".

Il 15 ottobre 2004, il Dipartimento di Stato americano ha aggiunto al-Zarqāwī e il gruppo Jamāʿat al-Tawḥīd wa al-Jihād alla sua lista di organizzazioni terroristiche estere, e ha ordinato il congelamento di tutti i capitali che il gruppo potrebbe avere negli USA.
Il 24 maggio 2005 un sito islamico ha diffuso una nota secondo cui un sostituto avrebbe assunto il comando di al-Qāʿida, mentre Abū Muṣʿab al-Zarqāwī si ristabiliva delle ferite sostenute durante un attacco. Pochi giorni dopo il governo iracheno ha confermato il ferimento di al-Zarqāwī da parte delle forze statunitensi, anche se il battaglione non si era reso conto del fatto. La gravità delle ferite non è nota, anche se qualche sito radicale islamico ha chiesto di pregare per la sua salute.
Secondo altri rapporti un ospedale locale avrebbe curato un uomo con gravi ferite, sospettato di essere al-Zarqāwī, che in seguito avrebbe lasciato l'Iraq per un paese confinante in compagnia di due medici. Le stesse fonti considerano questa una prova concreta del fatto che al-Zarqāwī stesse morendo. Tuttavia più tardi il sito radicale islamico ha ritrattato il rapporto sulle ferite di al-Zarqāwī e ha sostenuto che egli fosse in piena salute.

### La morte

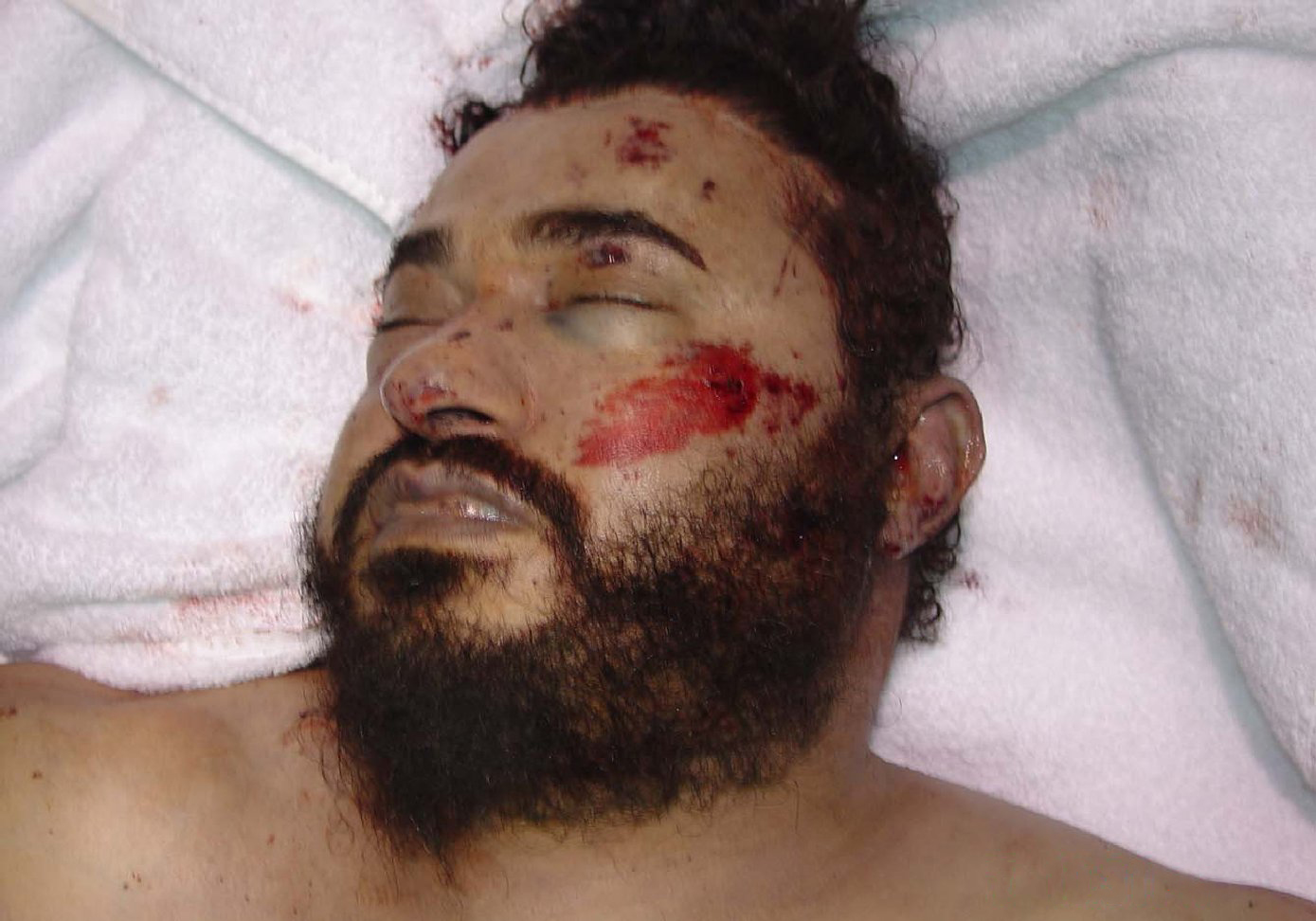
Foto del cadavere di al-Zarqawi

Abū Muṣʿab al-Zarqāwī è stato ucciso durante un attacco aereo congiunto compiuto da forze irachene, statunitensi e giordane il 7 giugno 2006 in una casa vicino a Ba‘qūba. Secondo quanto riferito da fonti militari USA, al-Zarqāwī sarebbe sopravvissuto alle immediate conseguenze dell'attacco, morendo poi subito dopo in seguito alle ferite riportate.
Al-Zarqāwī era l'uomo più ricercato in Iraq. Secondo il Pentagono l'uccisione di al-Zarqāwī costituì un grave colpo all'insurrezione; auspicava che la sua morte avesse un effetto demoralizzante sugli insorti iracheni, anche se il numero due di al-Qāʿida, il medico egiziano Ayman al-Zawāhirī, ha preannunciato che il posto di al-Zarqāwī sarebbe stato presto occupato da altri "eroici combattenti".
Diverse notizie diffuse a mezzo stampa parlarono con maggiore o minore certezza della morte di al-Zarqāwī in altre occasioni:
1. 8 novembre 2004: Fallūja[5][6]
2. novembre 2005 a Mosul dove nel luglio 2003 furono uccisi ʿUdayy e Quṣayy, figli di Saddam Hussein
3. 8 giugno 2006: Operazione Matador a Qaʾim, città al confine con la Siria.[7]